# Al Yaqoub Tower
Al Yaqoub Tower è un grattacielo di Dubai, negli Emirati Arabi Uniti. Adibito ad uso di hotel è totalmente di proprietà di Daro Saifuddin Yaquob e al suo interno presenta 224 camere.

## Caratteristiche
Costruito tra il 2006 ed il 2013 è alto 328 metri e ciò ne fa l'undicesimo grattacielo più alto di tutti gli Emirati Arabi Uniti. 
Il design dell'edificio è stato ispirato dalla Elizabeth Tower (più comunemente noto come Big Ben) di Londra. Tuttavia anche se a prima vista sembra che sulla torre ci sia un orologio come nella più famosa torre inglese, in realtà la rientranza caratteristica della parte superiore dell'edificio è solo una trovata architettonica e non un vero e proprio orologio.

## Galleria d'immagini

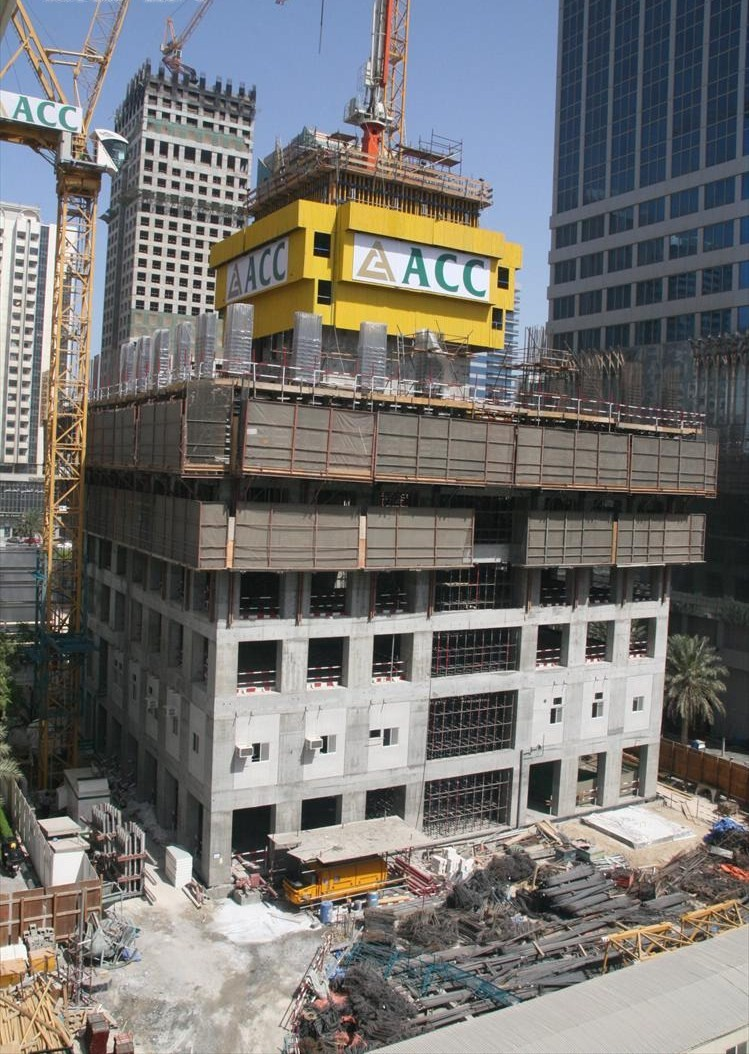
4 Maggio 2007
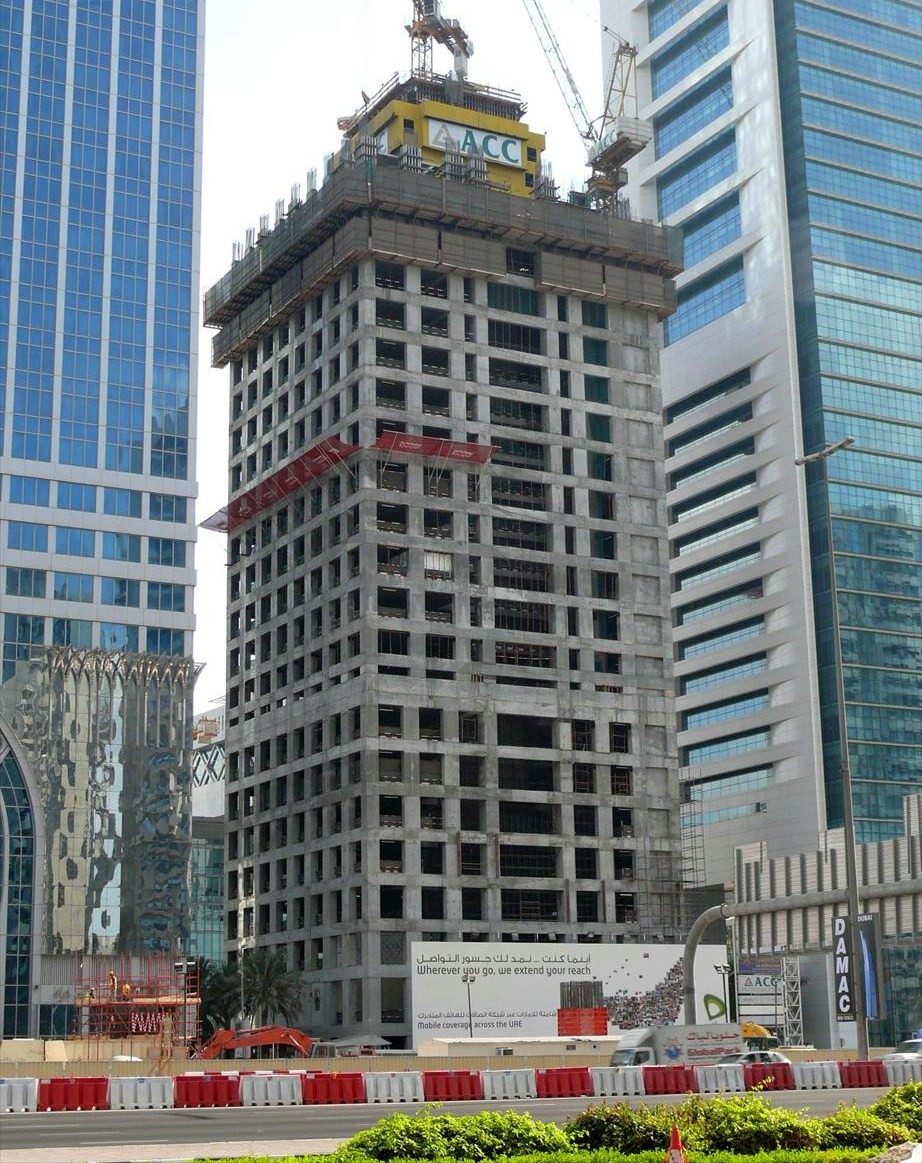
28 Dicembre 2007